# Кольмар (футбольний клуб)
«Кольмар» (фр. SR Colmar) — французький футбольний клуб з однойменного міста, заснований 1920 року. Домашні матчі проводив на арені «Кольмар», що вміщує 7 000 глядачів

## Історія
Клуб був заснований в 1920 році і тривалий час грав у нижчих лігах. У 1937 році клуб отримав професіональний статус, завдяки якому він міг брати участь у матчах Дивізіону 2, де клуб виступав до 1948 року з перервою на час нацистської окупації, коли команда виступала у німецькій Гаулізі Ельзас під назвою SpVgg Kolmar. 
У 1948 році клуб зайняв друге місце, завдяки чому вперше в історії просунувся до елітного дивізіону Франції. У сезоні 1948/49 «Кольмар» єдиний раз у своїй історії грав у Дивізіоні 1, вищому французькому дивізіоні, де посів комфортне 11-е місце. Проте 1 7 травня 1949 року Джозеф Леман, покровитель і президент клубу раптово помер від хвороби, а його син вирішив припинити фінансову підтримку клубу. Місто Кольмар також відмовилась допомогти команді, через що клуб змушений був відмовитись від професіонального статусу і була відправлена в аматорський третій дивізіон. В подальшому команда так жодного разу і не зуміла повернутись на професіональний рівень.
Влітку 2016 року, команда, що виступала у третьому дивізіоні, оголосила банкрутство і була відправлена до сьомого за рівнем дивізіону країни.